# Penny Olsen

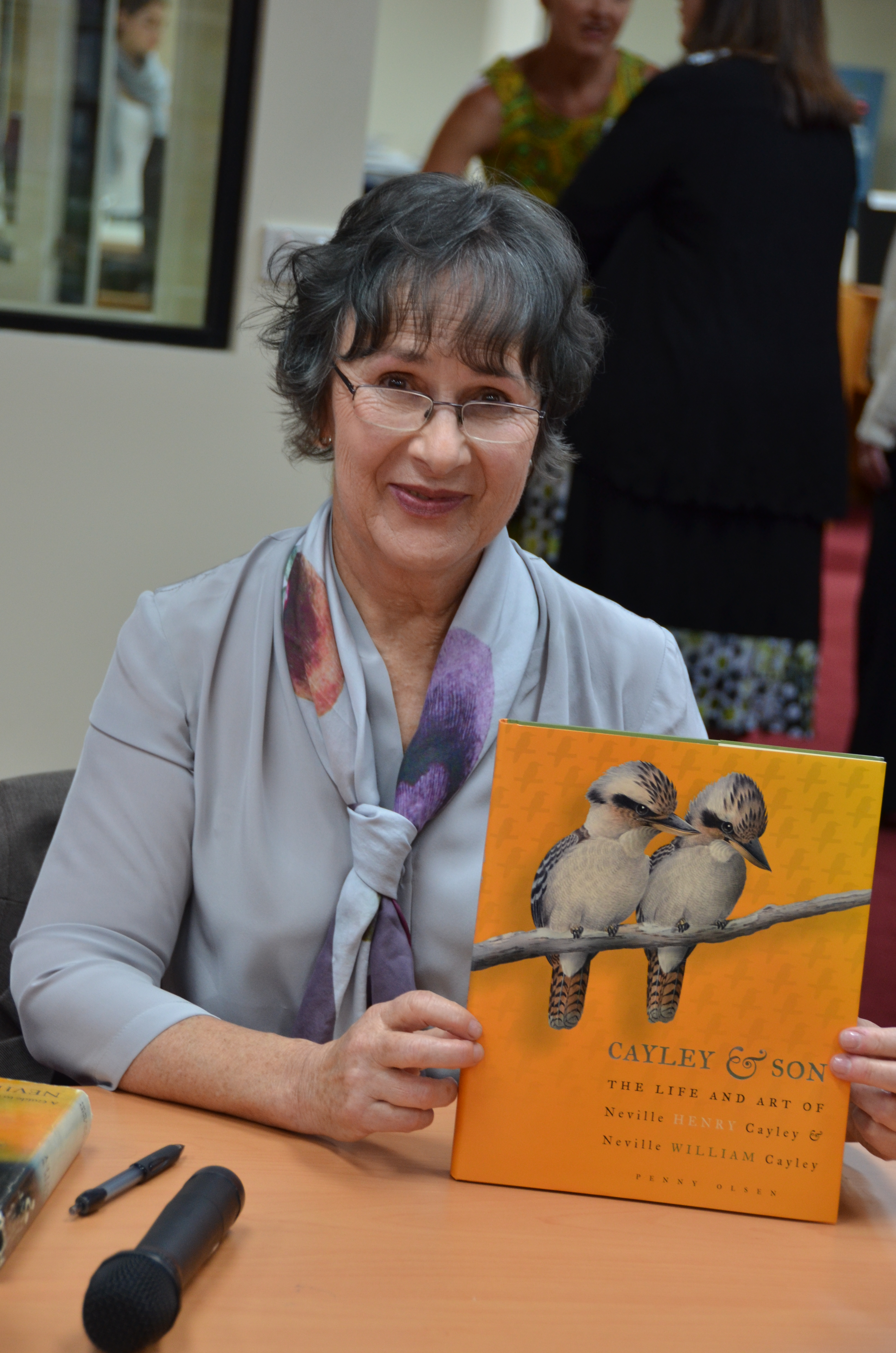
Penny Olsen im Jahr 2013 bei der Vorstellung des Buchs Cayley and Son: The Life and Art of Neville Henry Cayley and Neville William Cayley

Penelope Diane Olsen (* 1949), meist als Penny Olsen bekannt, ist eine australische Ornithologin und Sachbuchautorin.

## Leben
1969 erlangte Olsen den Bachelor of Science an der Australian National University (ANU) über die Arbeit an Breitfuß-Beutelmäusen (Antechinus). Von 1970 bis 1982 arbeitete sie als Versuchsleiterin an der Abteilung für Wildtiere und Ökologie der Commonwealth Scientific and Industrial Research Organisation (CSIRO), wo sie die Ökologie von Wasserratten und die Auswirkungen der Prädation auf verwilderte Mauspopulationen studierte. 
Daneben begann sie mit ihren eigenen Forschungsprojekten über Greifvögel und Falken. Eines davon war die Wirkung von Pestiziden auf die Fortpflanzung bei diesen Vögeln, insbesondere die Ausdünnung von Eierschalen durch DDT.
Olsen und ihre Familie errichteten 1978 ein Rehabilitationszentrum mit großen Volieren auf ihrem Grundstück außerhalb von Canberra, wo sie kranke, verletzte und verwaiste Greifvögel aufpäppelten. Über 200 Greifvögel wurden in diesen Volieren erfolgreich gepflegt und wieder ausgewildert.
In den 1980er Jahren widmete sie sich verstärkt der Erziehung ihrer beiden Kinder. Zu der Zeit war sie mit ihrem damaligen Ehemann Jerry Olsen an einer Langzeitstudie über den Norfolkinsel-Kuckuckskauz (Ninox novaeseelandiae undulata) beteiligt, von dem 1986 nur noch ein Weibchen existierte, das 1996 starb. 1991 wurde sie mit der Dissertation Aspects of the evolutionary ecology of reproduction of raptors zum Ph.D. an der Australian National University promoviert.
Von 1994 bis 1997 absolvierte sie ihre Postdoc-Phase bei der CSIRO, wo sie die Verhaltensweisen und die Fortpflanzung einer Wanderfalkenpopulation studierte, die sie über 20 Jahre beobachtet hatte. 
Seit 1999 ist sie Beraterin in verschiedenen Ministerien und Gastwissenschaftlerin an der ANU. Von 2003 bis 2009 war sie Redakteurin bei der Zeitschrift Wingspan (heute Australian Birdlife) der Royal Australasian Ornithologists Union (heute Birdlife Australia). 1991 verfasste sie die Kapitel über die Greifvögel und über die Eulen, Schwalme und Ziegenmelker in Joseph Michael Forshaws Encyclopedia of Birds und 1994 schrieb sie das Kapitel über die Falkenartigen für den zweiten Band des Handbook of the Birds of the World.
Im Jahr 2007 gehörte sie zu den Erstbeschreibern der Mottenart Trisyntopa neossophila, deren Raupen in Nestern von Schwarzgesichtsittichen vorkommen.

## Auszeichnungen
1997 erhielt Olsen die D. L. Serventy Medal für ihre herausragenden Publikationen über die Vögel der australasiatischen Region. 2011 wurde sie zum Mitglied des Order of Australia (AM) ernannt. Ihre Bücher gewannen mehrfach den Whitley Award der Royal Zoological Society of New South Wales, darunter Australian Birds of Prey: The Biology and Ecology of Raptors (1996), Feather & Brush: Three Centuries of Australian Bird Art (2002), Glimpses of Paradise: The Quest for the Beautiful Parrakeet (2008), die erste ausführliche Dokumentation über den ausgestorbenen Paradiessittich und Australia’s First Naturalists: Indigenous Peoples’ Contribution to Early Zoology (2019).

## Schriften (Auswahl)
- Birds of Prey, 1990 (deutsch: Adler und Geier, 1991)
- Falcons and Hawks, 1991 (deutsch: Falken und Habichte, 1991)
- Australian Raptor Studies: Proceedings 10th Anniversary Conference, Australasian Raptor Association, Canberra, September 21–22 1989, 1993
- Birds of Prey & Ground Birds of Australia: The National Photographic Index of Australian Wildlife, 1993
- Australian Birds of Prey: The Biology and Ecology of Raptors, 1995
- Australia’s Pest animals: New solutions to old problems, 1998
- Feather & Brush: Three Centuries of Australian Bird Art, 2001 (Neuauflage im Jahr 2022)
- The State of Australia’s Birds, 2003
- Wedge-tailed Eagle, 2005
- Glimpses of paradise: quest for the beautiful parrakeet, National Library of Australia, Canberra, 2007
- Data Brief: Biodiversity – bird distribution and abundance, 2008
- Spirit of the Wedge-tailed Eagle: The Art of Humphrey Price-Jones, 2008
- A Brush with Birds Australian Bird Art from the National Library of Australia, 2008
- Upside Down World: Early European Impressions of Australia’s Curious Animals, National Library of Australia, Canberra, 2010
- (mit Leo Joseph) Stray Feathers: Reflections on the Structure, Behaviour and Evolution of Birds, CSIRO Publishing, Melbourne Australia, 2011
- A Flutter of Butterflies, National Library of Australia, Canberra, ACT, 2011
- The Quintessential Bird: The Art Of Betty Temple Watts, 2011
- Flocks of Colour, 2012.
- A Botanical Life: Robert David Fitzgerald, National Library of Australia, Canberra, 2013
- Have You Seen My Egg?, 2013
- Collecting Ladies, Ferdinand Von Mueller and Women Botanical Artists, National Library of Australia, Canberra, 2013
- Cayley and Son: The Life and Art of Neville Henry Cayley and Neville William Cayley, National Library of Australia, Singapore, 2013
- An Eye for Nature: The Life and Art of William T Cooper, 2014
- Louisa Atkinson’s Nature Notes, 2015
- Australian predators of the sky, 2015
- Night Parrot: Australia’s Most Elusive Bird, 2018
- mit Lynette Russell: Australia’s First Naturalists: Indigenous Peoples’ Contribution to Early Zoology, National Library of Australia, 2019
- Flight of the Budgerigar: an illustrated history, 2021